# يوسف المهيري
يوسف المهيري (مواليد 30 نوفمبر 1999) هو لاعب كرة قدم إماراتي، يجيد اللعب كمدافع، يلعب حاليًا لنادي الوصل الإماراتي. 

## روابط خارجية
يوسف المهيري